# Антоха MC
Антон Олександрович Кузнєцов (нар. 14 березня 1990, Москва, СРСР), більш відомий за сценічним псевдонімом Антоха МС — російський хіп-хоп-виконавець.

## Біографія
Антон Кузнєцов народився в Москві. Почав займатися музикою у вісім років, грав на трубі. Виріс у музичній сім'ї серед шести братів і сестер, один з братів грав на тромбоні, а старша сестра — на віолончелі. Закінчив медико-біологічний ліцей. Займався в музичному училищі по класу «Труба».
У 2011 році виходить перший альбом Антона «От всей души». Вся музика записана Антоном, він також є автором текстів, які сам же і начитує, а також підіграє на трубі. Альбом був записаний і виданий самостійно, поширювався самим Антоном серед друзів і знайомих. Загальний тираж — 500 компакт-дисків. Назва альбому точно характеризує творчість музиканта: диск вийшов щирим і добрим, а лірика присвячена приємним моментам життя.
У 2014 році почав співпрацювати з Едуардом Шумейко («Шум»), колишнім продюсером групи «5'nizza» і Ніно Катамадзе.
У 2014 році відбувся перший сольний концерт Антона в клубі «Чайнатаун» на який були запрошені родичі і близькі друзі.
У 2015 році виходить EP Антохи MC «Все пройдет», а в 2016 — альбом «Родня». За версією сайту «Афіша Daily» альбом увійшов у число сорока ключових записів 2016 року, а сам Антон був названий одним з тринадцяти важливих молодих артистів, «музикантів — героїв покоління».
Крім сольних робіт, взяв участь у записі спільних композицій з Іваном Дорном і «Пасош».
22 вересня 2017 представив новий альбом «Советы для молодоженов».
На одному з інтерв'ю познайомився з Гошею Рубчинським, де Гоша був в якості фотографа. Після зустрічі дизайнер запропонував Антохе МС виступити на афтепаті показу сезону весна-літо 2018 у Петербурзі.
У лютому 2019 року спільно з «ЛАУД» Антон записав кліп на трек «Небеса» в Каппадокії під керівництвом режисерки Аліни Гонтар.